# Martin Fritzsch
Martin Fritzsch (* 26. Mai 1921 in Planitz) ist ein ehemaliger deutscher Fußballspieler. Er bestritt für die BSG Wismut Aue insgesamt 13 Spiele in der DDR-Oberliga.

## Karriere
Zur Spielzeit 1951/52 wechselte er zum Aufsteiger BSG Wismut Aue in DDR-Oberliga. Am 29. August 1951 debütierte er für Wismut Aue in der DDR-Oberliga. Beim 3:2-Sieg wurde er von Trainer Walter Fritzsch über die gesamten 90. Minuten eingesetzt. In der Saison 1952/53 belegte sie am Saisonende punktgleich hinter der SG Dynamo Dresden den zweiten Platz. Wegen der Punktgleichheit musste ein Entscheidungsspiel über den Meistertitel entscheiden. Im Entscheidungsspiel der DDR-Fußball-Oberliga 1952/53 verloren er mit seiner Mannschaft mit 3:2 gegen die Dresdner. Nach der Saison verließ er die BSG Wismut Aue.